# 역사 앞에서 (드라마)
《역사 앞에서》는 1994년 6월 24일에 방영된 2부작 한국방송공사 1TV 특집드라마이다. 역사학자 김성칠이 쓴 일기 《역사 앞에서》를 원작으로 하여 제작되었다.

## 제작진
- 극본 : 정하연
- 연출 : 윤흥식

## 출연진
- 서학
- 정애리
- 박건식
- 하대경
- 안병경
- 양영준
- 봉혜선
- 이원종
- 박용식
- 손영춘
- 배도환
- 임호